# فرانک مورفی (ورزشکار دو و میدانی)
فرانک مورفی (انگلیسی: Frank Murphy; ۲۱ سپتامبر ۱۸۸۹ – ۱۱ ژوئن ۱۹۸۰) ورزشکار دو و میدانی اهل ایالات متحده آمریکا بود.
وی در مسابقات کشوری و بین‌المللی در مجموع برندهٔ ۱ مدال برنز شده‌است.